# Athletic Bilbao
Athletic Club Bilbao  (baskijski: Bilboko Athletic Kluba, španjolski: Athletic Club de Bilbao) španjolski nogometni je klub iz grada Bilbaa u pokrajini Baskiji. Jedan je od klasičnih klubova FIFA-e.
Nogomet je u Baskiju došao posredstvom engleskih trgovaca. Novi je sport polako uzimao maha i počeo potiskivati tradicionalne sportove toga podneblja. Tako nastaju i prvi klubovi Bilbao F.C. kojeg su osnovali engleski rudari i lučki radnici i Athletic Club, kojeg su osnovali baskijski studenati koji su se vratili sa studija u Engleskoj. Ova se dva kluba spajaju 1902. godine u jedan pod nazivom Club Vizcaya, a 1903. nastaje Athletic Club de Bilbao.
Isprva su klupske boje bile plavo-bijele pruge, no 1910. godine prihvaća za službene klupske boje crveno-bijele okomite pruge koje su i danas zaštitni znak ovog kluba. Čini se da je razlog za odabir ovih boja bila činjenica što su lučki radnici iz Southamptona donijeli vlastite dresove iz svog grada kao poklon domaćinima, a ti su dresovi bili crveno-bijeli. No, postoji i druga verzija da se promjena dogodila iz vrlo praktičnog razloga, a taj je da je u to vrijeme cijena crvene tkanine bila znatno niža od plave. Od samih početaka klub počinje ostvarivati zapažene rezultate.
Klub nikada nije ispao iz španjolske La Lige od njezina osnutka 1928. godine i time je uz bok velikanima kao što su Real Madrid ili F.C. Barcelona. Klub je jedan od najtrofejnijih u Španjolskoj; osam je puta bio prvak La Lige, a 24 puta pobjednik kupa. Osvojili su još i tri Superkupa te su dvaput igrali finale Kupa UEFA, 1977. i 2012. godine.
Nadimci kluba su Rojiblancos ili Zurigorri po klupskoj boji, crveno-bijelim prugama i Los Leones po mjestu gdje se nalazi stadion kluba, a koji je smješten uz crkvu San Mames, sveca kojega su bacili lavovima koji su ga odbili pojesti.
Od samih početaka kluba vođeni su krilaticom Con cantera y afición, no hace falta importación tj. S domaćim igračima i navijačima nema potrebe za strancima. Tako cantera postaje službeni stav vodstva kluba iz Bilbaa, ali i ostalih baskijskih klubova tog doba kao što su Alaves, Real Unión, Arenas Club de Getxo i Real Sociedad. Tih pet timova bili su među deset osnivača španjolske La Lige. Do danas je jedino Athletic ostao vjeran ovom stavu tako da u klubu mogu igrati samo igrači rođeni u Baskiji i/ili oni čiji su bliski predci baskijskoga podrijetla. Ipak su to pravilo ponešto ublažili u osamdesetim godinama 20. stoljeća kada je dopušteno da u klubu igraju igrači koji su nogometno odrastali u Baskiji. 
Pod Francom klub je morao mijenjati ime u Atlético Bilbao budući je general Franco odredio kako se ne smiju koristiti strane riječi u imenima klubova i organizacija. 
U posljednjih dvadeset godina klub ne uspijeva ostvariti neke značajnije rezultate, ponajviše zbog ustrajnosti u provođenju cantere. Nekoliko puta je klub uspijevao izboriti nastup u europskim kupovima, a 1998. godine pod vodstvom Luisa Fernandeza postali su doprvaci Španjolske izborivši tako Ligu prvaka. 

## Klupski uspjesi

### Domaći uspjesi
La Liga:
- Prvak (8): 1929./30., 1930./31., 1933./34., 1935./36., 1942./43., 1955./56., 1982./83., 1983./84.

Kup Kralja:
- Osvajač (24): 1902./03., 1903./04., 1909./10., 1910./11., 1913./14., 1914./15., 1915./16., 1920./21., 1922./23., 1929./30., 1930./31., 1931./32., 1932./33., 1942./43., 1943./44., 1944./45., 1949./50., 1954./55., 1955./56., 1957./58., 1968./69., 1972./73., 1983./84., 2023./24.

Supercopa de España:
- Osvajač (3): 1984., 2015., 2021.
- Finalist (3): 1983., 2009., 2022.

### Europski uspjesi
Kup UEFA:
- Finalist (1): 1976./77.

UEFA Europska liga:
- Finalist (1): 2011./12.

## Zanimljivosti
- najveća pobjeda: Athletic Blbao – F.C. Barcelona 12:1 (8. veljače 1931.)
- najveći poraz: F.C. Barcelona – Athletic Bilbao 7:0 (3. veljače 2001.)
- najviše nastupa za klub: José Ángel Iribar Kortajarena – 614 utakmica (18 sezona)
- najviše golova za klub: Telmo Zarraonandia Montoya Zarra – 334 gola u 353 utakmice

## Vanjske poveznice
- Službene stranice